# دهستان چاراویماق مرکزی
دهستان چاراویماق مرکزی یکی از دهستان‌های استان آذربایجان شرقی است که در بخش مرکزی شهرستان چاراویماق واقع شده‌است.